# قبيلة حصين (المغرب)
قبيلة حصين قبيلة عربية مغربية وهي جزء من اتحادية قبائل  بني احسن، تحدها شمالا قبيلة عامر، و شرقا قبيلة السهول، و غربا المحيط الأطلسي و جنوبا قبائل زعير. و تقع مدينتي سلا و بوقنادل في أراضيها  

## نسب القبيلة و فروعها
يرجع أصول حصين لبني هلال، فهم بنو حصين بن زغبة بن أبي ربيعة بن نهيك بن هلال. أما فروعها فهي أربعة:
- أولاد عقبة
- ذوي رافع
- رياح
- العساكرة

## تاريخ القبيلة
بعد انتصار المنصور الموحدي على بني غانية بتونس و شرق الجزائر، قام بجلب القبائل العربية التي تورطت في الفتنة و أدخلها المغرب الأقصى و ذلك لإضعافها بتقسيمها و وضعها تحت يده. فكانت حصين من القبائل التي أنزلها ببسيط أزغار سابقا منطقة الغرب اليوم.